# Rhododendron cretaceum
Rhododendron cretaceum är en ljungväxtart som beskrevs av Pui Cheung Tam. Rhododendron cretaceum ingår i släktet rododendron, och familjen ljungväxter. Inga underarter finns listade i Catalogue of Life.